# Fontanès-de-Sault
Fontanès-de-Sault è un comune francese di 4 abitanti situato nel dipartimento dell'Aude nella regione Occitania.

## Caratteristiche
È uno dei comuni meno popolati della Francia, assieme con Caunette-sur-Lauquet, a quota 4 residenti. Altri comuni meno popolati sono i 6 comuni a zero abitanti fra i 9 villaggi francesi distrutti durante la prima guerra mondiale, Rochefourchat che conta 1 solo residente, Leménil-Mitry e Rouvroy-Ripont che ne contano 2.

## Società

### Evoluzione demografica
Abitanti censiti